# Jean Édouard Andreau

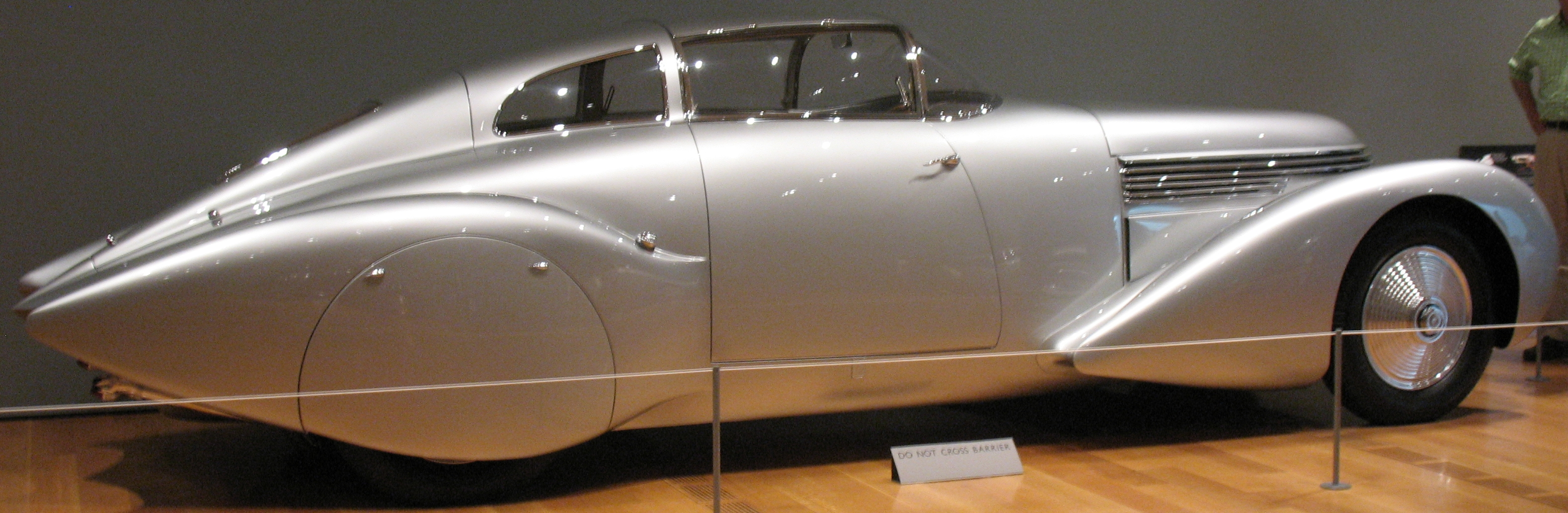
1937 Dubonnet Xenia auf Basis Hispano-Suiza H 6 C

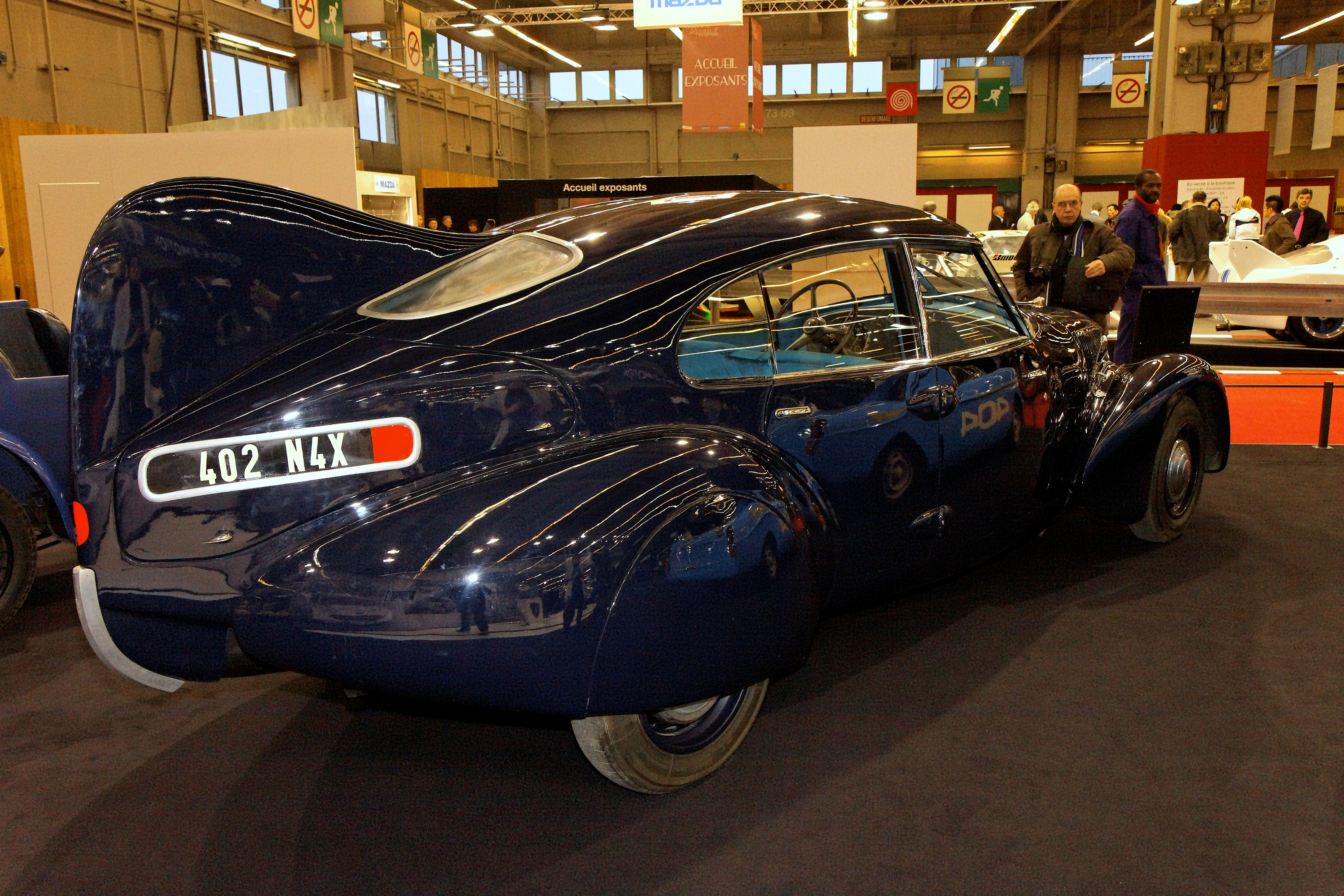
1938 Peugeot 402 NX

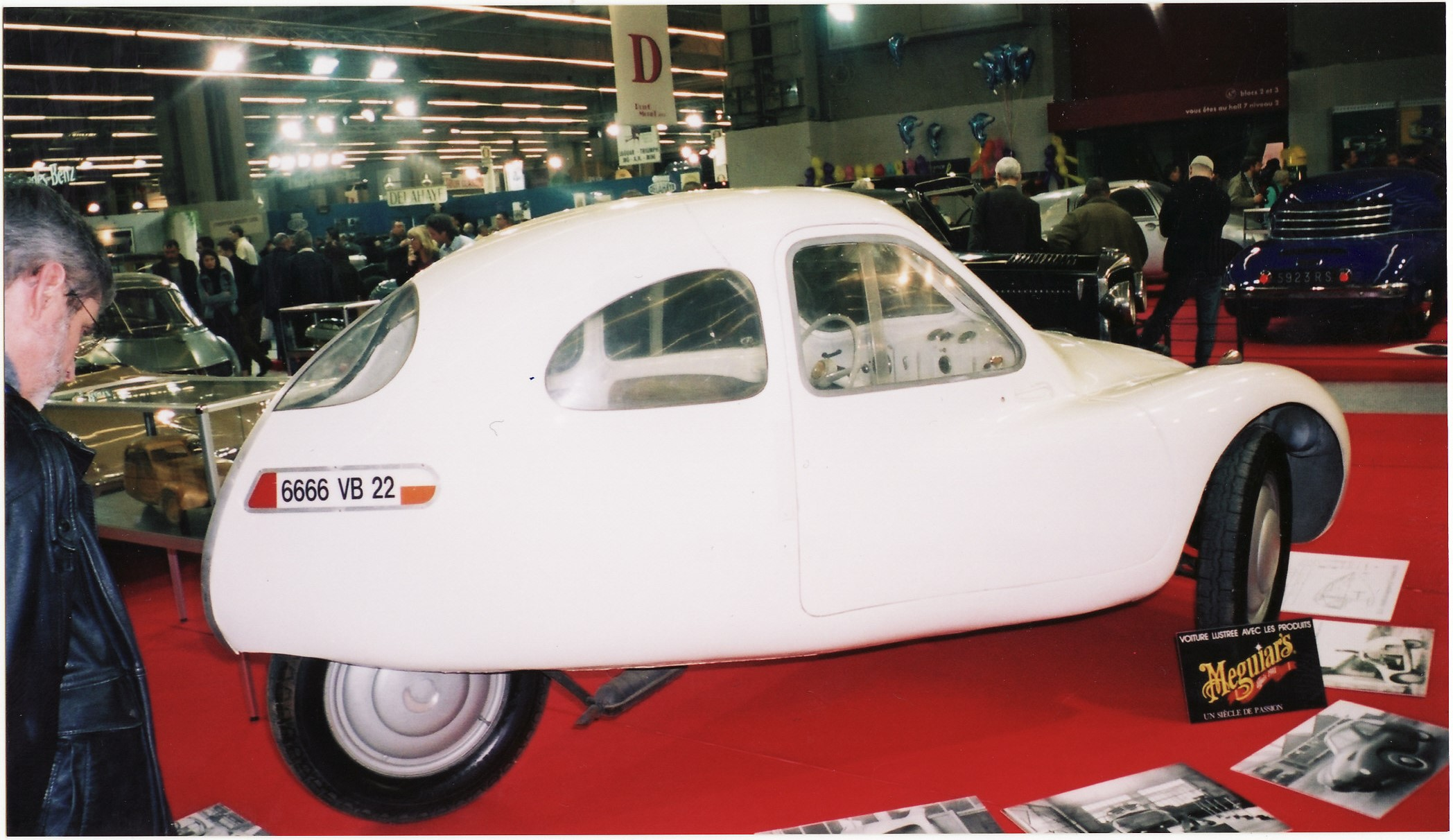
1945 Mathis VL 333

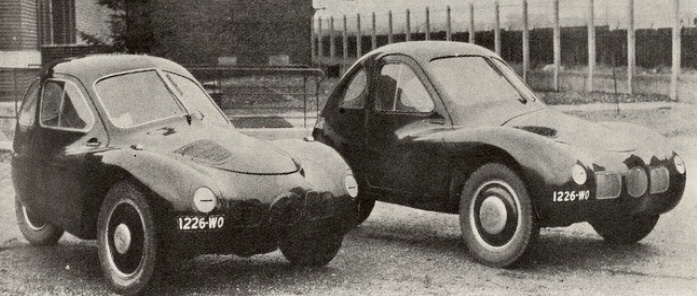
Mathis-Andreau VL 333 zwei Prototypen mit unterschiedlichem Kühlerdesign, Felgen um 1946, Dreisitzer mit einer Höchstgeschwindigkeit von 75 km/h

Jean Édouard Andreau (* 17. November 1890 in Pontacq; † 25. Juni 1953) war ein französischer Ingenieur und Aerodynamiker. Unter anderem entwickelte er in den 1920er- und 1930er-Jahren mehrere Stromlinienfahrzeuge für französische Automobilhersteller.

## Leben
Als Absolvent der Militärschule Saint-Cyr nahm Andreau am Ersten Weltkrieg teil, wurde aber bereits 1914 nach einer Verwundung dienstuntauglich gestellt. Während seiner anschließenden Tätigkeit für den Technischen Dienst der Armee konstruierte er Artilleriegranate und Bomben. Dafür führte er auch Untersuchungen im Windkanal von Gustave Eiffel durch.
Ab 1918 galt Andreaus Aufmerksamkeit verstärkt der Automobiltechnik. Er entwickelte ein Zentrifugalgetriebe und arbeitete an Stoßdämpfersystemen. 1924 baute er einen Motor mit variablem Hub, wodurch der Industrielle André Citroën auf ihn aufmerksam wurde und Andreau für dessen Firma Vier- und Sechszylindermotoren konstruierte. Nach Tätigkeiten für die Firmen Chausson und Donnet entwarf er in den 1930er-Jahren aerodynamische Aufbauten für Automobiles André Dubonnet, die der Hersteller des gleichnamigen Aperitifs ins Leben gerufen hatte. Aus dieser Zusammenarbeit ging auch die als Dubonnet-Federung bekannte Vorderradaufhängung an gefederten Schwingarmen hervor. Für Delage gestaltete Andreau 1937 einen Rennsportwagen mit V12-Motor, dessen Karosserie bei Labourdette gebaut wurden. Es entstanden Stromlinienkarosserien für Peugeot, ebenso war Andreau für die Gestaltung des Weltrekordwagens Thunderbolt des Briten George Eyston verantwortlich.
Nach dem Zweiten Weltkrieg entwarf Andreau die Karosserie für den Kleinwagen Mathis VL 333. Dieser hatte einen Zweizylindermotor mit einem Hubraum von 707 cm³ bei einer Bohrung von 75 mm und einem Hub von 80 mm.